# Вентуреньо
Вентуреньо (Ventureño) — один из мёртвых индейских языков, который принадлежит чумашской языковой семье, на котором раньше говорили чумаши, которые в настоящее время проживают в городе Санта-Барбара на юге штата Калифорния в США. У вентуреньо отсутствует взаимопонятность с другими чумашскими разновидностями, и он также имел несколько диалектов.